# Route des Sept Lacs
La route des Sept Lacs ou camino de los Siete Lagos est une section de la route argentine nationale 40 (ex 234)  construite dans la province de Neuquén en Patagonie. Elle relie la ville de San Martín de los Andes sur le lac Lácar à celle de Villa La Angostura sur le lac Nahuel Huapi.

## Histoire
Avec ses airs bavariens, les environs de la route des Sept Lacs sont sombrement réputés pour avoir accueilli plusieurs dignitaires nazis à la fin de la guerre, dont Erich Priebke qui vécut 50 ans à Bariloche. Une légende prétend également qu'un chalet au bord du Nahuel Huapi aurait été le lieu de refuge secret d'Hitler et de sa compagne Eva Braun. 

## Description
La route des Sept Lacs est longue de 107 km où l'on peut admirer les paysages typiques de la région de la cordillère des Andes de Patagonie : forêts étendues, cimes enneigées et grands lacs. La route traverse également le Río Correntoso, l'une des rivières les plus courtes du monde.
Les sept lacs principaux que comporte cette route sont : 
1. Lac Machónico
2. Lac Escondido
3. Lac Correntoso
4. Lac Espejo
5. Lac Lácar
6. Lac Falkner
7. Lac Villarino

D'autres lacs sont accessibles en empruntant des déviations de la route principale, dont les lacs Nuevo, Meliquina, Hermoso, Traful et Espejo Chico. 
Cette route traverse deux parcs nationaux : le Lanín et le Nahuel Huapi.